# سيرجيو ميرشنت
سيرجيو ميرشنت (بالإسبانية: Sergio Marchant)‏ هو لاعب كرة قدم ومدرب كرة قدم تشيلي، ولد في 17 سبتمبر 1961 في فالبارايسو في تشيلي. لعب مع أرتورو فرنانديز فيال.

## وصلات خارجية
- سيرجيو ميرشنت على موقع الاتحاد الدولي (مؤرشف)  (الإنجليزية)
- سيرجيو ميرشنت على موقع قاعدة بيانات كرة القدم.إي يو (الإنجليزية)
- سيرجيو ميرشنت على موقع أوليمبيديا (الإنجليزية)